# Lars Bang Larsen
Lars Bang Larsen, född 1972 i Silkeborg i Danmark, är en dansk konsthistoriker och kurator.  
Lars Bang Larsen har disputerat i konsthistoria vid Köpenhamns universitet. Han har bland annat ägnat sig åt den experimentella, svenska konsten från 1960-talet och skrivit en biografi om Sture Johannesson. Han blev 2017 adjungerad intendent på Moderna museet i Stockholm och lärare vid Kungliga Konsthögskolan i Stockholm.